# Reeves-Firnfeld
Das Reeves-Firnfeld englisch Reeves Névé ist ein ausgedehntes Firnfeld westlich der Eisenhower Range des ostantarktischen Viktorialands, aus dem der Reeves-Gletscher in südöstlicher Richtung zum Rossmeer fließt. 
Benannt wurde es in Verbindung mit dem Gletscher nach dem neuseeländischen Staatsmann William Pember Reeves (1857–1932).